# Peterloo (Film)
Peterloo ist ein britisches Historiendrama von Mike Leigh, das am 1. September 2018 im Rahmen der Filmfestspiele von Venedig seine Weltpremiere feierte und am 2. November 2018 in die Kinos im Vereinigten Königreich kam.

## Handlung
Nach den Napoleonischen Kriegen sind Teile Großbritanniens von Armut, Arbeitslosigkeit und Hungersnöten gekennzeichnet. Im Jahr 1819 bildet sich vor diesem Hintergrund eine massive Protestbewegung im Raum Manchester. Ihre Hauptforderung ist eine Reform des Wahlrechts, das begüterte Bürger systematisch bevorteilt und den ärmeren Bevölkerungsschichten nur eine minimale politische Mitsprache ermöglicht. Schließlich setzen die lokalen Behörden Truppen, darunter eine berittene Husareneinheit, gegen eine Großdemonstration ein. Bei der Verhaftung der Anführer kommt es zu einem Blutbad, bei dem viele Demonstranten ihr Leben verlieren.

## Historischer Hintergrund

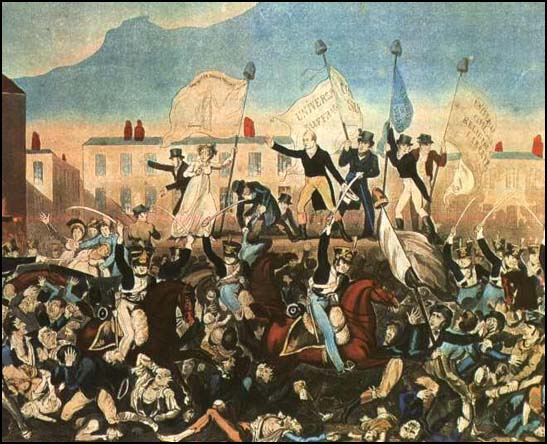
Druck des Peterloo-Massakers, veröffentlicht von Richard Carlile

Bei dem Peterloo-Massaker auf dem St. Peter’s Field bei Manchester am 16. August 1819 wurden fünfzehn Menschen getötet und über 650 verletzt. Es war das Ergebnis einer Kavallerieattacke auf eine friedliche Protestkundgebung gegen die Corn Laws. Die Kundgebung war von der Manchester Patriotic Union Society organisiert worden, um gegen die Getreidezölle und für eine Parlamentsreform zu demonstrieren. Die Sprecher waren unter anderen Richard Carlile, John Cartwright und Henry Hunt.
Damaligen Schätzungen zufolge betrug die Zahl der Demonstranten zwischen 30.000 und 150.000, nach neueren Schätzungen zwischen 60.000 und 80.000. Um die Versammlung aufzulösen und die Anführer zu verhaften, waren 600 Husaren, 120 Yeomanry-Kavalleristen und zwei Sechspfünder-Kanonen sowie mehrere hundert Infanteristen und Polizisten bereitgestellt worden. Henry Hunt, Joseph Johnson und mehrere andere Personen, darunter Journalisten, wurden verhaftet. Die Menge leistete jedoch Widerstand, in dessen Folge es zu einer hohen Zahl von Getöteten und Verletzten kam.

## Produktion
Regie führte Mike Leigh, der auch das Drehbuch schrieb. Der britische Filmemacher begibt sich mit Peterloo nach Topsy-Turvey aus dem Jahr 1999 und Mr. Turner – Meister des Lichts (2014) wieder in das 19. Jahrhundert. Über seine Idee für den Film sagte Leigh: „There has never been a feature film about the Peterloo Massacre. The universal significance of this historic event becomes ever more relevant in our own turbulent times.“
Die weibliche Hauptrolle von Nellie wurde mit der englischen Schauspielerin Maxine Peake besetzt. Rory Kinnear übernahm die Rolle des Anführers Henry Hunt und Karl Johnson des Innenministers Lord Sidmouth. Johnson hatte bereits in Leighs letztem Film Mr. Turner – Meister des Lichts eine größere Rolle erhalten. Alastair Mackenzie spielt den General Sir John Byng. David Moorst spielt den jungen Trompeter Joseph, Tim McInnerny den Prinzregenten, und Leo Bill übernahm die Rolle von John Tyas.
Der Film wurde im englischen Lincoln gedreht. Als Kameramann fungierte der mehrfach für einen Oscar nominierte Dick Pope. Für die Gestaltung der Kostüme war Jacqueline Durran verantwortlich. Die Filmmusik wurde von Gary Yershon komponiert, der wie Kameramann Dick Pope mit Leigh bereits für dessen letzten Film Mr. Turner – Meister des Lichts zusammengearbeitet hatte. Anfang November 2018 veröffentlichte Dubois Records eine EP mit ausgewählten Stücken der Filmmusik. Als Szenenbildnerinnen fungierten Suzie Davies und Charlotte Watts.
Der Film wurde am 1. September 2018 im Rahmen der Filmfestspiele von Venedig uraufgeführt, wo er im Hauptwettbewerb gezeigt wurde und für den Goldenen Löwen nominiert war. Im September 2018 erfolgte eine Vorstellung im Rahmen des Toronto International Film Festivals, ab 17. Oktober 2018 ist eine Vorstellung beim London Film Festival geplant. Am 2. November 2018 kam Peterloo in die Kinos im Vereinigten Königreich. Ein Kinostart in den USA erfolgte am 5. April 2019. Ende Juni und Anfang Juli 2019 wurde er beim Filmfest München im Wettbewerb CineMasters gezeigt.

## Rezeption

### Kritiken
Der Film stieß bislang auf die Zustimmung von 66 Prozent der Kritiker bei Rotten Tomatoes.
Geoffrey Macnab von The Independent fiel auf, dass Mike Leigh trotz eines riesigen Ensembles eine Liebe zum Detail und eine Faszination für die Exzentrizität menschlichen Verhaltens bewiesen habe, die seine Arbeit seit jeher prägen. Leigh fülle den Film dabei mit der Art von Figuren, die man in einem Charles-Dickens-Roman oder einem Hogarth-Gemälde erwarten würde, wie pompöse  Würdenträger und arrogante Armeeoffiziere. Den Prinzregenten stelle er als einen dekadenten Clown dar und selbst den Redner Henry Hunt als einen kleinen Narzissten, der sich in der Anbetung der Massen sonnt. Weiter bemerkt Macnab, dass der Film keinen Helden habe, weder der von Rory Kinnear gespielte Hunt, noch Maxine Peake als Matriarchin, die versucht, ihre Familie angesichts extremer Entbehrungen zusammenzuhalten. Vielmehr gehe es um die kollektive Erfahrung des Massakers.

### Auszeichnungen
Filmfest München 2019
- Nominierung für den ARRI/OSRAM-Award im Wettbewerb CineMasters

Internationale Filmfestspiele von Venedig 2018
- Nominierung für den Goldenen Löwen (Mike Leigh)